# Admontia cepelaki
Admontia cepelaki is een vliegensoort uit de familie van de sluipvliegen (Tachinidae). De wetenschappelijke naam van de soort is voor het eerst geldig gepubliceerd in 1961 door Mesnil.